# Dan Crawford
No confundir con el árbitro de la NBA Joe Crawford.
Dan Crawford (nacido el 23 de noviembre de 1953 en Chicago, Illinois) es un árbitro profesional de baloncesto de la NBA desde la temporada 1984-85. A comienzos de la temporada 2006-07 de la NBA, sus partidos arbitrados eran 1,425 de temporada regular, 191 de playoffs y 18 de las Finales de la NBA. También arbitró los All-Star Game de 1994 y 2001. Viste el dorsal 43.
En 1976 se graduó en la Universidad de Northeastern Illinois y posteriormente trabajó como árbitro en partidos de instituto durante de 12 años en Illinois, ocho años en la Missouri Valley Conference de la NCAA y en la Chicagoland Collegiate Athletic Conference de la NAIA, y cuatro en la Continental Basketball Association.